# Болотино
Боло́тино (рос. Болотино, башк. Болотин) — село у складі Аургазинського району Башкортостану, Росія. Входить до складу Тукаєвської сільської ради.
Населення — 281 особа (2010; 329 в 2002).
Національний склад:
- росіяни — 57%